# 实质条件

文氏图

在命题演算，或在数学的逻辑演算中，实质条件、實質蘊涵或蕴涵算子是一种二元的真值泛函的逻辑运算符，它有着如下形式：
若A，則B。
这裡的A和B是陈述变量（可以被语言中任何有意义的可表示的句子所替代）。在这种形式的陈述中，第一项这裡的A，叫做前件；第二项这裡的B，叫做后件。
这个算子使用右箭头“→”（有时用符号“⇒”或“⊃”）来符号化，其語義僅爲“如果A為真，那么B亦為真”。它的常見寫法見下：
- {\displaystyle A\to B}
- {\displaystyle A\supset B}
- {\displaystyle A\Rightarrow B}

須注意的是，{\displaystyle \Rightarrow }更常用於語意蘊含（等同符號{\displaystyle \vDash }）。這也是大多數初學者易搞混的點。

## 真值表
涉及实质蕴涵的真值表定义如下：
| {\displaystyle ~A} | {\displaystyle ~B} | {\displaystyle ~A\rightarrow ~B}（符合了「如果A為真，那麼B必為真」） |
| ------------------ | ------------------ | -------------------------------------------------------------------- |
| F                  | F                  | T                                                                    |
| F                  | T                  | T                                                                    |
| T                  | F                  | F                                                                    |
| T                  | T                  | T                                                                    |
由此可见，{\displaystyle A\to B} 等价于{\displaystyle \neg A\lor B}。

## 形式性質
實質條件不要混淆於蘊涵關係{\displaystyle \models }。但在多數邏輯包括經典邏輯中二者之間有密切關聯。例如下列原理成立：
- 如果{\displaystyle \Gamma \models \psi }則{\displaystyle \emptyset \models \phi _{1}\land \dots \land \phi _{n}\rightarrow \psi }對于某些{\displaystyle \phi _{1},\dots ,\phi _{n}\in \Gamma }。（這是演繹定理的特定形式。）

- 上述的逆命題

- {\displaystyle \rightarrow }和{\displaystyle \models }而二者都是單調的；就是說如果{\displaystyle \Gamma \models \psi }則{\displaystyle \Delta \cup \Gamma \models \psi }，并且如果{\displaystyle \phi \rightarrow \psi }則{\displaystyle (\phi \land \alpha )\rightarrow \psi }對於任何α, Δ。（用結構規則的術語說，這叫做弱化。）

但是這些原理不在所有邏輯中成立。它們顯著的不成立於非單調邏輯中，也不成立於相干邏輯中。
實質蘊涵的其他性質：
- 左分配律：{\displaystyle A\rightarrow (B\rightarrow C)\rightarrow ((A\rightarrow B)\rightarrow (A\rightarrow C))}

- 傳遞律：({\displaystyle A\rightarrow B)\rightarrow ((B\rightarrow C)\rightarrow (A\rightarrow C))}

- 冪等律：{\displaystyle A\rightarrow A}

- 真理保持:在其下所有變量被指派為真值‘真’的釋義生成真值‘真’作為實質蘊涵的結果。

- 前交換律：({\displaystyle A\rightarrow (B\rightarrow C))\equiv (B\rightarrow (A\rightarrow C))}

注意{\displaystyle A\rightarrow (B\rightarrow C)} 邏輯等價於{\displaystyle (A\land B)\rightarrow C}；這個性質有時叫做柯里化。由於這些性質，對→符號採用右結合約定是合適的。

## 對自然語言的符号表示
在介绍逻辑的课本中经常包括的常见的练习是符号表示。这些练习给学生自然语言的一个句子或一段文本，学生必须把它们转换成符号语言。这是通过识别普通语言的等价的逻辑术语而完成的，这通常包括实质条件、析取、合取、否定和（经常的）双条件。更高级的逻辑书籍和介绍性读物的后续章节经常增加等号、存在量词和全称量词。
用来识别实质条件的、在普通语言中的一些短语包括，“如果/当”、“仅当”、“假定”、“假如”、“假设”、“蕴涵”、“即使”和“万一”。很多这些短语指示前件，另一些指示后件。正确识别“蕴涵方向”是重要的。比如，“A仅当B”被如下陈述捕获
A → B
而“A当B”被如下陈述正确捕获
B → A
蕴涵算符的中文意思包括“那么”“则”“是因为”“如果……就……”。
| 中文                                                          | 数学表达式          |
| ------------------------------------------------------------- | ------------------- |
| 如果天下雨，我就带伞                                          | 天下雨→我带伞       |
| 学生只有喜欢数学，才会学好物理 學生因為喜欢数学，物理才学得好 | 喜欢数学→物理学得好 |
| 如果老婆說對，我就要聽                                        | 老婆說對→我就聽     |

## 同其他条件陈述的比较
使用这个算子是逻辑学家规定的，作为结果，它产生了一些有爭議的真值推理陳述句。比如前件明顯为假設的，任何实质条件的整句陈述結果都是真值成立的。所以陈述句如“假設 {\displaystyle 2}是奇数，則蕴涵了 {\displaystyle 2}是偶数”這樣違反自然語言直覺的推理蕴涵是真的。类似的，后件为真的任何实质条件陳述都是真的。所以陈述“若天空的颜色是绿色，则巴黎是在法国”是真的。
这些有爭議的真值推理陳述句出现，是因为自然口语的人經常易受诱惑，而把实质条件和直陈条件或其他条件陈述如反事实条件，混淆在一起了。通过不把条件陈述读做“如果”和“则/那么”可以减轻这种诱惑。最常见的方式是把  A → B读做“要么不是情况 {\displaystyle A}  要么是情况 {\displaystyle B}（或二者）”，或更简单的“ {\displaystyle A}为假 或 {\displaystyle B}为真（或二者）”。（當 {\displaystyle A}为假，此式即已被淺薄的（trivial）滿足。这种陈述等价的自然口語方式，即是使用否定和析取(或)的逻辑符号 {\displaystyle \neg A\vee B}而获得的。）

## 引用
- Brown, Frank Markham（2003）, Boolean Reasoning:  The Logic of Boolean Equations, 1st edition, Kluwer Academic Publishers, Norwell, MA.  2nd edition, Dover Publications, Mineola, NY, 2003.

- Edgington, Dorothy (2001), "Conditionals", in Lou Goble (ed.), The Blackwell Guide to Philosophical Logic, Blackwell.

- Edgington, Dorothy (2006), "Conditionals", in Edward N. Zalta (ed.), The Stanford Encyclopedia of Philosophy,  Eprint（页面存档备份，存于）.

- Quine, W.V.（1982）, Methods of Logic, (1st ed. 1950), (2nd ed. 1959), (3rd ed. 1972), 4th edition, Harvard University Press, Cambridge, MA.

- Stalnaker, Robert. 'Indicative Conditionals'. Philosophia 5（1975）: 269–286.